# Stor bandmossa
Stor bandmossa (Metzgeria conjugata) är en levermossart som beskrevs av Sextus Otto Lindberg. Stor bandmossa ingår i släktet bandmossor, och familjen Metzgeriaceae. Enligt den svenska rödlistan är arten nära hotad i Sverige. Arten förekommer i Götaland, Öland och Svealand. Artens livsmiljö är skogslandskap.